# Ниль (река)
Ниль (пол. Nil) — река в Польше, протекает по территории Кольбушовского повята Подкарпатского воеводства. Длина реки 13 км. Сливаясь с рекой Сверчовкой образует реку Пширву. Течёт по равнинной местности.
Исток реки находятся к югу от села Заполя. Русло в черте города прямое, на изгибах сглаженное.
На реке расположен город Кольбушова, наполняющий из реки питьевые водохранилища на юге города. Река принимает несколько притоков, наиболее крупные из которых в зоне застройки города.
Бассейн реки Ниль на юге граничит с бассейном реки Тушимки (приток Вислоки), а на востоке с бассейном реки Зызоги (приток Ленга).